# Vřesina, Ostrava-město
Vřesina là một ngôi làng thuộc huyện Ostrava-město, vùng Moravskoslezský, Cộng hòa Séc.